# 붕붕거리는 오후
"붕붕거리는 오후"는 한국에서 제작된 이혁래 감독의 1996년 영화이다. 한상인 등이 주연으로 출연하였다.

## 출연

### 주연
- 한상인
- 김선화
- 김광호